# Willem Jilt Pol
Willem Jilt Pol (Leek, 26 maart 1905 – Frankrijk, 16 augustus 1988) was een Nederlands schilder, tekenaar,  graficus en kunstcriticus. Hij wordt wel vermeld als Willem Jilts Pol.

## Leven en werk
Pol werd geboren in Leek als zoon van notarisklerk Johannes Pol en Henderika Elisabeth Akkerman. Hij haalde zijn MO-akte tekenen vermoedelijk aan de Academie van Beeldende Kunsten in Den Haag en studeerde later in Parijs. Hij schilderde en tekende onder meer Franse en Italiaanse landschappen, portretten en mensfiguren en maakte houtsnedes. Als criticus was hij verbonden aan het tijdschrift Oriëntatie.
In de jaren dertig verbleef hij in Frankrijk, waar hij Franse en Italiaanse landschappen schilderde. Het werk van Willem Jilts Pol is door het gebruik van pastelkleuren en een snelle, maar trefzekere lijnvoering altijd zeer herkenbaar. In Parijs ontmoette hij zijn eerste vrouw, de bankiersdochter en schilderes tekenares Adine Mees (1908-1948), een telg uit het geslacht Mees, met wie hij in Wassenaar woonde. Eind jaren dertig vertrok hij met haar naar Nederlands-Indië, waar in 1940 op Java zijn dochter Talitha geboren werd. Hij diende als soldaat bij de Landstorm in Soerabaja. Tijdens de Japanse bezetting van Nederlands-Indië zat Pol geïnterneerd in een jappenkamp terwijl zijn vrouw en dochter in een ander kamp zaten. Na de oorlog keerde het gezin terug naar Nederland waar in 1948 zijn vrouw overleed, als gevolg van de ontberingen in de jappenkampen.
Na het overlijden van zijn vrouw keerde Pol terug naar Nederlands-Indië, uit deze periode dateren enkele schilderijen met Indische onderwerpen. Vanaf 1948 tot in de jaren vijftig woonde hij in Engeland. Daar huwde hij in 1952 Poppet John, dochter van de kunstschilder Augustus John. De laatste decennia van zijn leven woonde hij met haar in Zuid-Frankrijk, waar hij in 1988 overleed. Hij liet een omvangrijk oeuvre na.